# Ludovic-Napoléon Lepic

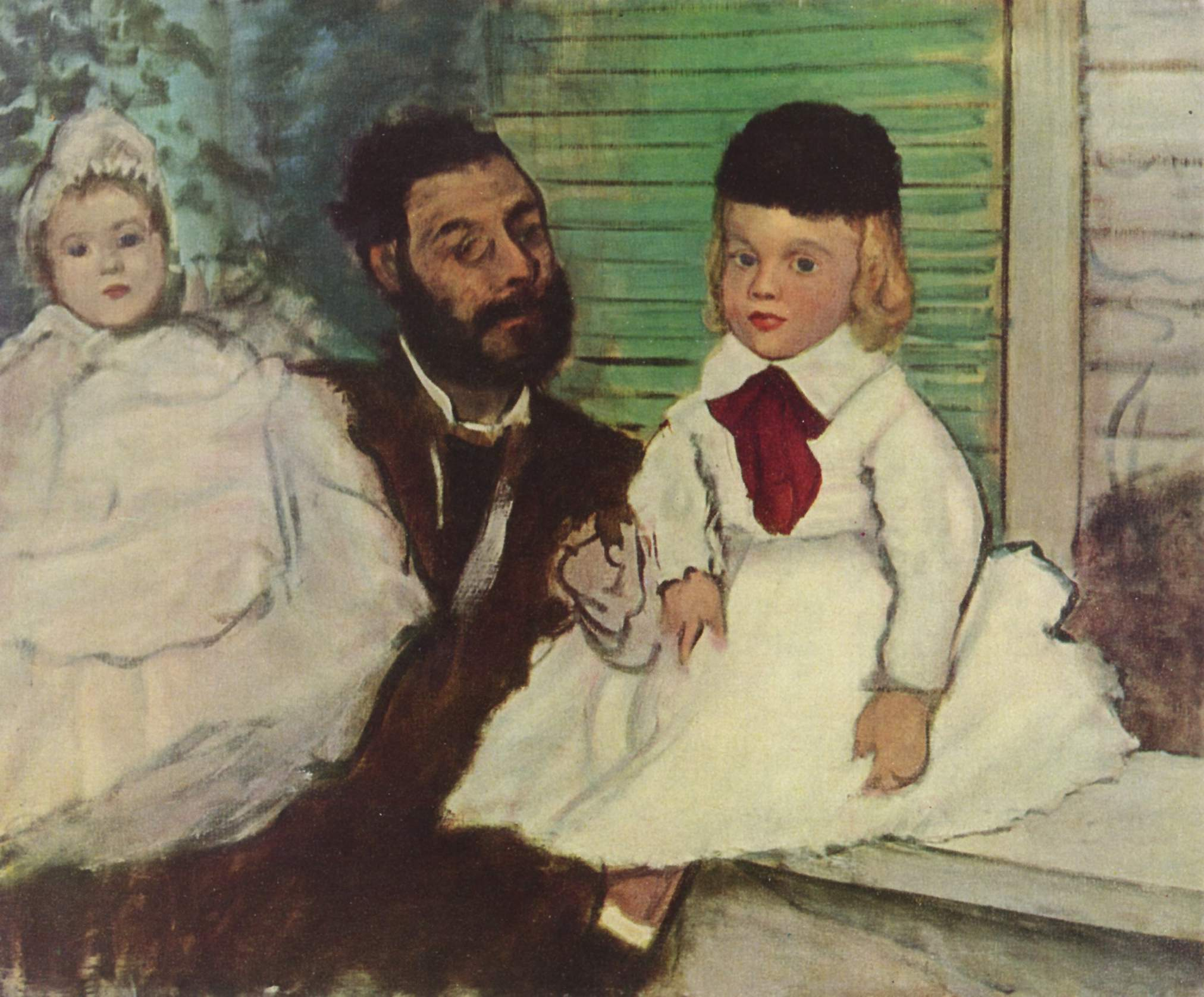
Ludovic Lepic amb les seves filles pintat per Edgar Degas.

El vescomte Ludovic-Napoléon Lepic (París, 17 de desembre del 1839 - París, 27 d'octubre del 1889), fou un pintor i gravador impressionista francès. Contemporani d'Edgar Degas i Claude Monet i un dels setze signataris de la carta fundacional de l'impressionisme, la seva obra és molt poc coneguda.
El seu pare era mariscal de palau i superintendent de Napoleó III. Va decidir estudiar pintura i va ser deixeble de Cabanel, Gustave de Wappers i Charles Verlat. Va estudiar a l'estudi Gleyre amb Frédéric Bazille i Monet, de qui va ser un bon amic. Va tenir una estreta relació amb Edgar Degas amb qui freqüentava l'òpera i les curses de cavalls. Al quadre "Corredors abans de la sortida", Lepic és representat com un joquei amateur. Va participar en la primera exposició impressionista en 1874 animat per Degas, i hi va presentar 4 aquarel·les. En 1876, a la segona exposició impressionista, va presentar 36 paisatges. Amb els seus ingressos personals, donava suport als seus pintors amics, entre els que no comptava Paul Cézanne a que intentava excloure de les exposicions. Finalment va ser ell l'expulsat del grup per haver exposat simultàniament a un altre saló i va desistir de tornar a formar part de les exposicions col·lectives.

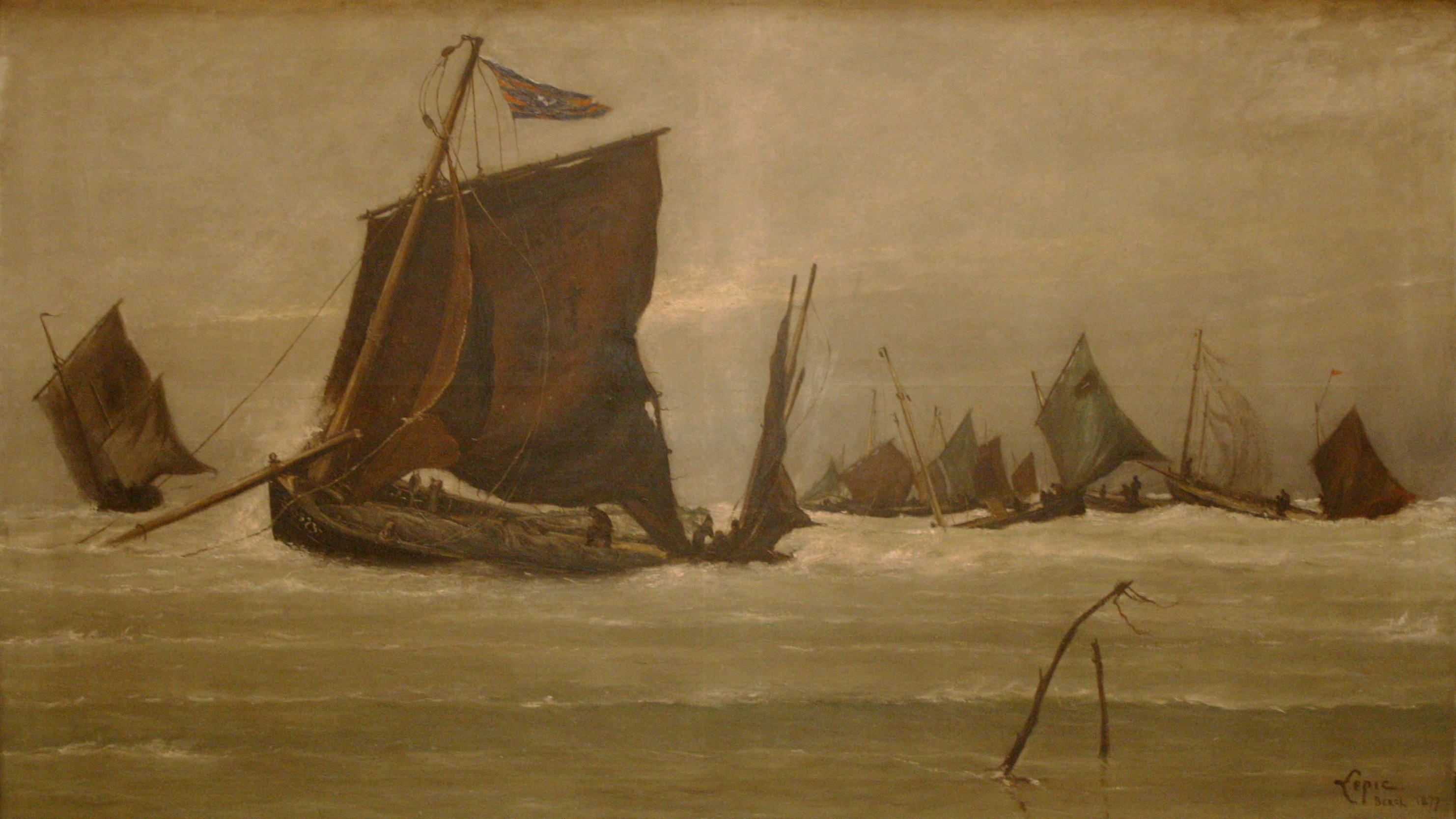
Vaixells de pesca entrant a Berck. Oli de Lepic (1877).

Lepic va treballar a París i Berck, a prop de Calais, on arribà per casualitat en equivocar-se de parada de tren i on decidí instal·lar-se permanentment. Va aconseguir uns efectes sorprenent mitjançant noves tècniques gràfiques. Igual que Degas, s'interessà per la figura de la ballarina i compta amb Roseta Mauri com a model.
En 1872, va crear el museu d'Aix les Bains i va ser el seu primer conservador. En 1879, Lepic exposà individualment a la galeria "la vie moderne", i en 1883 al museu d'Arts Décoratifs.
Més tard, viatjà a Egipte i Pompeia per participar en unes excavacions.
Va ser membre de la legió d'honor.

## Obres més destacades
- La plage de Berck au pliant (1839-1889)
- La plage de Berck (Pas-de-Calais) (1839-1889)
- Bateaux de pêche rentrant à Berck (1839-1889)